# Arthur Harris
|  | «Arthur Harris» redirigeix aquí. Vegeu-ne altres significats a «Arthur Harris (desambiguació)». |

Arthur Harris (anglès: Sir Arthur Travers Harris, 1st Baronet)  (Cheltenham, 13 d'abril de 1892 - Henley-on-Thames, 5 d'abril de 1984) Mariscal de la Reial Força Aèria Sir Arthur Travers Harris, Bt GCB OBE AFC, comunament conegut com a "Bomber Harris" (Bombarder Harris) o "Butcher o Butch Harris" (Carnisser Harris) va ser el Comandant en Cap del Comandament de Bombarders de la RAF durant la segona meitat de la Segona Guerra Mundial.
El 1942 el govern acordà el bombardeig de les ciutats alemanyes. Harris complí vigorosament la política de Churchill i encoratjà el desenvolupament de tàctiques i tecnologia per a acomplir la tasca amb més efectivitat. Va ser un dels arquitectes dels atacs més devastadorament efectius britànics contra la infraestructura alemanya en un moment en què el país es trobava limitat de recursos i treballadors.
La preferència de Harris vers el bombardeig estratègic d'una zona en lloc del bombardeig de precisió contra un objectiu concret durant el darrer any de la guerra encara genera controvèrsia, en part perquè en aquells moments la major part dels comandants de l'aire aliats pensava que era menys efectiu que el bombardeig de precisió i en part pel gran nombre de víctimes civils i de la gran destrucció que aquesta estratègia causà a l'Europa continental. No obstant això, en la seva defensa es pot argumentar que Harris implementà aquesta estratègia donat com de poc acurat era la seva força de bombardeigs en aquells moments.
El malnom Carnisser li va ser donat pels seus subordinats de la RAF, no com a crítica sobre l'amoralitat de la seva política de bombardeigs sobre les ciutats alemanyes, sinó per indicar la seva aparent indiferència a les pèrdues que suportaven els seus aviadors.

## Biografia
Harris va néixer a Cheltenham, Gloucestershire, durant una visita dels seus pares a Anglaterra, mentre que el seu pare tenia un permís del Servei Civil Indi. Va ser educat a Allhallows School a Dorset, mentre que els seus germans estudiaven a Sherborne i a Eton. No considerat dotat pels estudis pels seus pares, i quan va fer 16 anys li donaren a escollir "l'exèrcit o les colònies". Escollí les colònies i emigrà a Rhodèsia (avui Zimbàbue i Zàmbia), on passà 4 anys.

### I Guerra Mundial
El 1914, amb l'esclat de la I Guerra Mundial, Harris s'allistà al Primer Regiment de Rhodèsia com a corneta i serví al Sud-àfrica i a l'Àfrica Sud-occidental Alemanya (avui Namíbia). El 1915 tornà a Anglaterra i s'uní al Royal Flying Corps, servint amb distinció a Anglaterra i a França el 1917 com a comandant de vol i al final com a Comandant del 45è Esquadró. Reclamà 5 victòries aèries abans de retornar a Anglaterra per comandar el 44è Esquadró a la defensa local i va rebre la Creu de la Força Aèria.

### Anys d'entreguerres
Després de la guerra escollí continuar a la recentment creada Royal Air Force, amb rang de Cap d'Esquadró. A la RAF serví en diferents funcions a l'Índia, Mesopotàmia i Pèrsia. A l'Índia va estar involucrat per primera vegada en bombardeigs aeris, concretament durant uns problemes tribals a la frontera del Pakistan. Harris contribuí al desenvolupament dels bombardeigs fent servir bombes d'acció retardada, las quals es feien servir per esclafar les revoltes de les tribus mesopotàmiques contra l'ocupació britànica. Recordant aquell període, Harris remarcava que "l'única cosa que l'àrab entén és la mà dura".
El 1924 va ser destinat a Anglaterra per comandar el seu primer esquadró de bombarders pesants de post-guerra, el 58è. El seu comandant a l'Iraq va ser el futur Cap de l'Estat Major de l'Aire Sir John Salmond, que també retornava cap a Anglaterra. Junts van desenvolupar "l'entrenament nocturn per a operacions nocturnes".
Entre 1927 i 1929 van assistir a l'Acadèmia de l'Estat Major, on descobrí que al col·legi hi havia 200 cavalls perquè els oficials poguessin caçar la guineu. En un moment en què tots els serveis anaven curts d'equipament, l'alt comandament de l'exèrcit, dominat per oficials de cavalleria, clarament tenia unes prioritats totalment diferents de les dels tecnòcrates com Harris (que deia que els comandants de l'exèrcit només serien feliços amb el tanc si aquest podia aprendre a menjar fenc i a defecar com un cavall). També tenia una mala opinió de la Marina. Bernard Montgomery va ser un dels pocs oficials amb els que coincidí a l'Acadèmia amb qui mantingué una bona relació, potser perquè compartien certes característiques en la personalitat.
El seu següent comandament va ser un esquadró d'hidroavions, on continuà desenvolupant les tècniques de vol nocturn. Va ser destinat al Comandament de l'Orient Mitjà, amb seu a Egipte, com a Oficial Superior de l'Estat Major de l'Aire. El 1936 comentà sobre la revolta dels àrabs de Palestina que "una bomba de 250 ó 500 lliures sobre cada poble que parla a deshora seria una solució satisfactòria al problema". El 1937 va ser promogut a Comodor de l'Aire i comandà el 4t Grup de bombarders. Després d'una missió de compra als Estats Units, va ser enviat a Mandat Britànic de Palestina i Transjordània i, com a Vicemariscal de l'Aire, era l'oficial comandant del contingent de la RAF a la zona. Tornà a Anglaterra al setembre de 1939 per fer-se càrrec del 5è Grup.

### Segona Guerra Mundial
Harris ascendí ràpidament dins de l'escalafó de la RAF. El 1941 va ser promogut a Mariscal de l'Aire i Comandant en Cap del Comandament de Bombarders al febrer de 1942. En aquells moments, els bombardeigs nocturns de la RAF tenien un mínim efecte sobre l'economia alemanya. El 1942, això no obstant, ja estaven disponibles grans nombres de bombarders de 4 motors com el Handley Page Halifax o el Avro Lancaster, permetent modificar les tàctiques.
El Professor Frederick Lindemann gaudia de la confiança d'en Churchill. Churchill el nomenà conseller primer científic del govern, amb un seient al Gabinet. El 1942, Lindemann presentà un document, demanant convertir el bombardeig d'àrea de les ciutats alemanyes en una campanya de Bombardeig estratègic. La proposta va ser acceptada pel gabinet i Harris va rebre l'encàrrec de tirar-ho endavant. Va ser una part important de la guerra total llançada contra Alemanya. El paper del professor Lindemann va fer retrocedir la teoria d'atacar els principals centres industrials per tal de destruir deliberadament tantes cases i llars com fos possible. Les zones de residència dels treballadors havien de marcar-se com a objectius perquè tenien una gran densitat i les tempestes de foc eren més probables. Això desplaçaria la força laboral alemanya i reduiria la seva capacitat de treball. Els càlculs mostraven que el Comandament de Bombardeigs de la RAF podria destruir la majoria de les cases situades en ciutats ben de pressa. El pla despertà grans controvèrsies abans que comencés, però el Gabinet pensà que el bombardeig era l'única opció possible per atacar directament Alemanya (una gran invasió del continent encara estava molt lluny en el temps), i els soviètics demanaven que els aliats occidentals fessin alguna cosa per alleugerir la pressió que suportaven al Front Oriental.
Harris afirmà a l'inici de la campanya de bombardeig que tenia les mans lliures sobre Alemanya, i com ell mateix va dir: Els Nazis van entrar en aquesta guerra amb l'engany de què ells bombardejarien als altres, però ningú no els bombardejaria a ells. A Rotterdam, Londres, Varsòvia i cent llocs més han posat en pràctica la seva teoria. Han sembrat vents i ara recolliran tempestes. En les seves memòries va escriure que "Malgrat el que va passar a Hamburg, el bombardeig es demostrà un mètode prou humà".
A l'inici els efectes eren limitats donat el petit nombre d'avions usats, així com les mancances d'ajudes de navegació, la qual cosa comportava que fos poc acurat. Quan la producció d'avions millors i d'ajudes electròniques millorà, Harris llançà atacs a una escala molt major, fins i tot de mil avions. A l'Operació Mil·lenni va llançar el primer atac de mil bombarders contra Colònia la nit del 30/31 de maig de 1942. Aquesta operació va incloure per primera vegada l'ús de l'onada de bombarders, que era una innovació tàctica dissenyada per superar els caces nocturns alemanys de la Línia Kammhuber.
Harris formava part d'un influent grup d'alts comandaments aliats que creien que només amb el bombardeig s'aconseguiria la rendició d'Alemanya. En diverses ocasions va escriure als seus superiors afirmant que la guerra s'enllestiria en pocs mesos, primer a l'agost de 1943 després de l'èxit de la Batalla d'Hamburg (Operació Gomorra) i després el gener de 1944. En aquesta ocasió, això no obstant, el Comandament de Bombarders havia estat involucrat en el que es coneixeria com la Batalla de Berlín: diversos atacs en massa sobre Berlín, que s'estengueren entre novembre de 1943 i març de 1944. Durant aquest període, els britànics van perdre 1.047 bombarders i 1.682 van resultar danyats, culminant en el desastrós atac sobre Nuremberg del 30 de març de 1944, quan 94 bombarders van ser abatuts i 71 més van ser danyats, amb la pèrdua de 795 tripulants.
Amb la preparació per al Dia-D, s'ordenà a Harris que assenyalés objectius a la via ferroviària francesa, objectius pels que protestà perquè creia que comprometien la pressió continuada sobre la indústria francesa i que s'estava fent servir el Comandament de Bombarders per a un propòsit pel qual no estava dissenyat. A finals d'any les forces ja estaven assentades al continent, i el gener de 1945 se li permeté tornar a la seva política anterior. Els mesos de descans i reavituallament van ser profitosos pel Comandament de Bombarders, i ara eren capaços de posar més de 1.000 avions per atac.
Després del Dia-D (6 de juny de 1944), amb el ressorgiment de la campanya de bombardeigs estratègics sobre Alemanya, Harris restà aferrat a la zona de bombardeigs. L'atac de la RAF que despertà més controvèrsies va ser al vespre del 13 de febrer de 1945, amb el bombardeig de la ciutat de Dresden, amb una tempesta de foc letal que causà la mort de desenes de milers de vicils. Atacs com aquest o com el posterior a Pforzheim van ser altament criticats per l'alta xifra de víctimes civils per a un escàs profit militat. La culminació del Comandament de Bombarders de la RAF tingué lloc amb els atacs del març de 1945, quan la RAF llançà la major quantitat de bombes en un mes en tota la guerra. El darrer atac sobre Berlín tingué lloc la nit del 21/22 d'abril, tot just abans que els soviètics entressin a la ciutat. Després d'això, la majoria dels bombardeigs fets per la RAF només van ser en un paper de suport tàctic. El darrer gran atac estratègic va ser la destrucció de la refineria de petroli a Tønsberg, al sud de Noruega, realitzat per 107 Lancasters la nit del 25/26 d'abril.

## Postguerra
En la postguerra hi hagué remordiments entre el govern britànic sobre el nivell de la destrucció de les ciutats alemanyes causat pel Comandament de Bombardeigs cap al final de la guerra. No obstant això, Harris va ser promogut a Mariscal de la Reial Força Aèria el 1945. Es retirà el 15 de setembre de 1945 per escriure la seva història sobre els èxits del Comandament de Bombarders a Bomber Offensive. Va ser l'únic comandant en cap que no va ser fet noble el 1946. Les tripulacions del Comandament de Bombarders van ser negades a tenir una medalla de campanya separada (tot i poder rebre l'Estrella de les Tripulacions Aèries d'Europa o la de França i Alemanya i, en protesta a aquest anorreament oficial cap als seus homes, Harris refusà qualsevol títol. Decebut per les crítiques als seus mètodes, Harris es traslladà a Sud-àfrica el 1948 i va ser el director de la South African Marine Corporation entre 1946 a 1953.
El 1953, amb Winston Churchill de nou com a Primer Ministre, insistí fet que Harrís acceptés ser baronet i va ser nomenat el 1r Baronet de Chipping Wycombe. Al mateix any retornà a Anglaterra i va viure a Goring-on-Thames. Mai no a expressar cap mena de remordiment sobre les seves accions a la guerra, tot i que podia argumentar que les seves ordres seguien les petjades de la guerra total definida i iniciada pels alemanys.
Tot i les protestes alemanyes (i també provinents del Regne Unit), el Bomber Harris Trust (una organització de veterans de la RAF) erigí una estàtua del seu antic comandant a les portes de l'església de la RAF de St. Clement Danes, a Londres, el 1992, estàtua descoberta per la Reina Mare. L'estàtua ha de ser protegida nit i dia per la policia, perquè de vegades ha estat ruixada amb grafits.
El 1974 aparegué en un episodi de la sèrie de documentals de la Thames Television El món en guerra.
Arthur Harris va morir el 5 d'abril de 1984, amb 91 anys

## Promocions

### Exèrcit
- Sotstinent – 6 de novembre de 1915
- Tinent – 1 de juliol de 1917
- Major – 1 de gener de 1918

### RAF
- Major – 1 d'abril de 1918

 Cap d'Esquadró – 1 d'agost de 1919
 Comandant d'Ala – 1 de juliol de 1927
 Capità de Grup – 1 de juliol de 1933
 Comodor de l'Aire– 1 de juliol de 1937
 Vicemariscal de l'Aire – 1 de juliol de 1939
 Mariscal de l'Aire – 1 de gener de 1944
 Mariscal en Cap de l'Aire – 1 de gener de 1946

## Condecoracions
Gran Creu de l'Orde del Bany (14-6-1945)
 Oficial de l'Orde de l'Imperi Britànic (3-6-1927)
 Creu de la Força Aèria (2-11-1918)
 2 Mencions als Despatxos (15-9-1939; 1-1-1941)
 Estrella de 1914-15
 Medalla Britànica de la Guerra 1914-20
Medalla de la Victòria 1914-1918
 Medalla del Servei General a l'Exèrcit i la RAF
 Estrella de 1939-45
 Estrella de les Tripulacions Aèries d'Europa amb barra França i Alemanya
 Medalla de la Guerra 1939-1945
 Medalla del Jubileu de Plata del Rei Jordi V 1935
 Medalla de la Coronació del Rei Jordi VI 1937
 Orde de Suvórov de 1a Classe (29-2-1944)
 Gran Creu de l'Orde Polònia Restituta (12-6-1945)
 Cap Comandant de la Legió del Mèrit (Estats Units) (30-1-1945)
 Medalla del Servei Distingit a l'Exèrcit (Estats Units) (30-1-1945)
 Gran Oficial de la Legió d'Honor (França) (1945)
 Creu de Guerra amb Palmes (França) (1945)
 Gran Creu de l'orde de la Creu del Sud (Brasil) (14-6-1946)